# Kristian Luuk
Ants Robert Kristian Luuk (uttalas lok /luːk/), född 14 juni 1966 i Hägerstens församling i Stockholm, är en svensk komiker, skådespelare och programledare. Han är bror till manusförfattaren och skådespelaren Martin Luuk.

## Biografi
Kristian Luuks föräldrar kommer från Estland, och de första åren bodde familjen i Sätra i Stockholm, men 1970 flyttade familjen till stadsdelen Skärholmen. Hans far arbetade för IBM och under ett par år i slutet av 1970-talet bodde familjen i Kalifornien. Luuk gick grundskolan i Estniska skolan i Stockholm och talar flytande estniska. Gymnasiestudier bedrev han på Åva gymnasium i Täby kommun. Han läste sedan till civilekonom vid Handelshögskolan i Stockholm, där han även engagerade sig i studentradio och närradio. I början av 1980-talet kunde han till exempel höras i Radio FMAK.

### Karriär
För en vidare publik blev Luuk främst känd genom sin medverkan i radioprogrammet Hassan samt som programledare för TV-programmen Knesset och hans självbetitlade pratprogram Sen kväll med Luuk som startade 1996. Det sistnämnda lade han ner 2004. Under våren 2005 var Luuk programledare i God natt, Sverige tillsammans med Carina Berg. Programmet lades ner efter endast en säsong och Luuk lämnade TV4. Genom Peter Settmans försorg fick han istället arbete på SVT, och hösten 2007 hade programmet Videokväll hos Luuk premiär.
Luuk spelade en framträdande biroll i långfilmen Känd från TV (2001) i regi av Fredrik Lindström. Han har också varit programledare för Melodifestivalen 2007 och 2008.
Hösten 2009 tog Luuk över som programledare för det populära underhållningsprogrammet På spåret, efter att den förre programledaren Ingvar Oldsberg valt att lämna programmet. Han var även programledare för SVT:s realityserie Maestro som sändes sensommaren och hösten 2011.
Under 2012 gjorde han podradioprogrammet Luuk & Lokko tillsammans med sin barndomsvän Andres Lokko.
År 2019 gjorde Kristian Luuk en talkshow åt SVT under namnet Luuk & Hallberg, med Daniel Hallberg som bisittare.

### Privatliv
Kristian Luuk har varit gift med TV-producenten Anna Luuk Priske. Tillsammans fick de två barn: kokboksförfattaren Smilla Luuk och en son. År 2008 gifte sig Kristian Luuk med programledaren Carina Berg och tillsammans har de en son. Paret begärde skilsmässa 2016. Han är äldre bror till Martin Luuk.

## Prisbelönt TV-personlighet
Luuk vann Aftonbladets TV-pris som "Årets manliga tv-personlighet" sammanlagt sex gånger under sju år mellan 1998 och 2004, slagen bara 2002 av sin vän Fredrik Lindström. Han vann kategorin "Årets underhållningsprogram" på Kristallen 2010 med På spåret.

## Produktioner

### Radio
- Hassan i P3, 1993–1994, Sveriges Radio
- Sommar i P1, sommarvärd 26 juni 1996 och 18 juli 2009[13]
- Luuk & Lokko, 2012, Sveriges Radio
- Spanarna, 2023-, Sveriges Radio

### Pratshower
- Knesset, 1995, ZTV
- Sen kväll med Luuk, 1996–2004, TV4
- God natt, Sverige, 2005, TV4
- Videokväll hos Luuk, 2007–2008, SVT
- Luuk & Hallberg, 2019, SVT

### Övriga TV-program (programledare)
- Melodifestivalen 2007 och 2008, SVT
- På spåret, 2009–[14] SVT
- Maestro, 2011, SVT
- Fråga Lund, 2016–2018, SVT
- Veckans ord, 2021, SVT
- Min sanning, 2022–, SVT[15]

### Filmer och TV-serier
- Känd från TV, 2001, i regi av Fredrik Lindström.
- Helt perfekt, 2019
- Dips, som expeditionschefen Hendrik Tür, 2019–, SVT
- Clark, som journalisten Bosse från Kvällsöppet, 2022.

### Poddar
- Luuk & Lokko, 2012

- TV med Luuk, 2015–2016